# Liste der Handfeuerwaffen/M
Übersicht im Referenzwerk zu "Handfeuerwaffen M"

## M#…
- M1 Carbine
  - M1A1 Carbine
  - M2 Carbine
  - M3 Carbine)
- M1 Garand
  - M1C Rifle
  - M1D Rifle
  - M1 (Italien - Selbstladegewehr - 7,62 mm NATO & .30-06)
    - M1LS (Italien - Selbstladegewehr - 7,62 mm NATO & .30-06
- M2 machine gun
- M3 (USA - MP - .45 ACP)
  - M3A1 (USA - MP - .45 ACP)
- M4
  - M4A1
- M9 (Italien / USA - Pistole - 9 × 19 mm)
- M11 Pistole (Schweiz / Deutschland - Pistole - 9 × 19 mm)
- M14
  - M1A
  - M14E1
  - M14E2
    - M14A1
- M15
- M16
  - M16A1
  - M16A2
  - M16A3
  - M16A4
- M21
- M24 SWS (USA - Scharfschützengewehr - 7,62 mm)
- M25 (USA - Scharfschützengewehr - 7,62 mm)
- M27 Infantry Automatic Rifle (Deutschland/USA - Sturmgewehr - 5,56 mm)
- M32 (Südafrika - Granatwerfer -40 mm)
- M37
- M40
  - M40A1
  - M40A3
- M60 (USA - Maschinengewehr - 7,62 mm NATO)
  - M60E1 (USA - Maschinengewehr - 7,62 mm NATO)
  - M60E2 (USA - Maschinengewehr - 7,62 mm NATO)
  - M60E3 (USA - Maschinengewehr - 7,62 mm NATO)
  - M60E4 (USA - Maschinengewehr - 7,62 mm NATO)
- M7 (USA - Granatwerfer - 40 × 46 mm)
- Barrett M82A1 (USA - Selbstladegewehr - 12,7 × 99 mm NATO)
  - M82A1A (USA - Selbstladegewehr - 12,7 × 99 mm NATO)
  - M82A3 (USA - Selbstladegewehr - 12,7 × 99 mm NATO)
  - M107 (USA - Selbstladegewehr - 12,7 × 99 mm NATO)
- M93 (Serbien)
- M99
  - M99-I (Volksrepublik China - Scharfschützengewehr - 12,7 × 108 mm)
  - M99-I (Volksrepublik China - Scharfschützengewehr - 12,7 × 99 mm NATO)
  - M06 (Volksrepublik China - Scharfschützengewehr - 12,7 × 99 mm NATO)
- M231 Port Firing Weapon
- M240 (USA - Maschinengewehr - 7,62 mm NATO)
  - M240B (USA - Maschinengewehr - 7,62 mm NATO)
  - M240C (USA - Maschinengewehr - 7,62 mm NATO)
  - M240D (USA - Maschinengewehr - 7,62 mm NATO)
  - M240E6 (USA - Maschinengewehr - 7,62 mm NATO)
  - M240G (USA - Maschinengewehr - 7,62 mm NATO)
  - M240H (USA - Maschinengewehr - 7,62 mm NATO)
  - M240N (USA - Maschinengewehr - 7,62 mm NATO)
- M249 SAW
  - M249 SPW (USA - Maschinengewehr - 5,56 mm NATO)
  - M416
    - M416 CQB
    - Mk 46 Mod 0 (USA - Maschinengewehr - 5,56 mm NATO)

  - Mk 48 Mod 0 (USA - Maschinengewehr - 7,62 mm NATO)
- M1014 (Italien - Selbstladeflinte - 12 Gauge)
- M8 Flare gun

## Mannlicher-Carcano
- Mannlicher-Carcano M91 (Italien - Repetiergewehr - 6,5 × 52 mm Carcano)
- Mannlicher-Carcano M91 Kavalleriekarabiner (Italien - Karabiner - 6,5 × 52 mm Carcano)
- Mannlicher-Carcano M91 TS (Italien - Karabiner - 6,5 × 52 mm Carcano)
- Mannlicher-Carcano M91/24 TS (Italien - Karabiner - 6,5 × 52 mm Carcano)
- Mannlicher-Carcano M91/28 TS (Italien - Karabiner - 6,5 × 52 mm Carcano)
- Mannlicher-Carcano M38 (Italien - Repetiergewehr - 7,35 × 51 mm Carcano)
- Mannlicher-Carcano M38 (Italien - Karabiner - 7,35 × 51 mm Carcano)
- Mannlicher-Carcano M38 TS (Italien - Karabiner - 7,35 × 51 mm Carcano)
- Mannlicher-Carcano M91/38 (Italien - Karabiner - 6,5 × 52 mm Carcano)
- Mannlicher-Carcano M91/38 (Italien - Karabiner - 6,5 × 52 mm Carcano)
- Mannlicher-Carcano M91/38 TS (Italien - Karabiner - 6,5 × 52 mm Carcano)
- Mannlicher-Carcano M91/41 (Italien - Repetiergewehr - 6,5 × 52 mm Carcano)
- Mannlicher-Carcano M38S (Italien - Karabiner - 7,92 × 57 mm)
- Mannlicher-Carcano M38S TS (Italien - Karabiner - 7,92 × 57 mm)
- Mannlicher-Carcano Typ I (Italien - Repetiergewehr - 6,5 × 50 mm)
- Mannlicher-Carcano Balilla (Italien - Repetiergewehr - 5,5 mm, 6,5 mm & 6,8 mm)

## Manurhin
- Manurhin MR 7 (Frankreich - Revolver - .357 Magnum)
  - Manurhin MR 7 Gendarmerie
  - Manurhin MR 7 Sport (Frankreich - Revolver - .357 Magnum / Wechselsystem 9 × 19 mm)
- Manurhin MR 88 (Frankreich - Revolver .357 Magnum)
- Manurhin MR 93 (Frankreich - Revolver .357 Magnum)
- Manurhin MR 96 (Frankreich - Revolver .357 Magnum)
- Manurhin PP (Frankreich - Pistole 7,65 × 17 mm / .32 ACP)
  - Manurhin PP Sport (Frankreich - Pistole .22lfb)
- Manurhin PPK (Frankreich - Pistole 7,65 × 17 mm / .32 ACP)
- Manurhin Special Police F1 (Frankreich - Revolver)

## Mauser

### Mauser Pistolen
- Mauser 1910 (Deutschland - Pistole - 6,35 mm / .25 ACP)
- Mauser C96 (Deutschland - Pistole - 7,63 × 25 mm)
  - Mauser M38 (Deutschland)
  - Mauser M72 (Deutschland - Mauser C96 mit Reihenfeuereinrichtung)
  - Mauser M712 (Deutschland - Mauser C96 mit Reihenfeuereinrichtung)
- Mauser HSc (Deutschland - Pistole - 7,65 × 17 mm, 9 × 17 mm)
- Mauser 1914 (Deutschland - Pistole - 7,65 × 17 mm, 9 × 17 mm)
- Mauser 1934 (Deutschland - Pistole - 7,65 Browning & 6,35 Browning)

### Mauser Revolver
- Mauser-C78-zig-zag-Revolver

### Mauser Gewehre
- Mauser K98 (Deutschland - Karabiner - 8 × 57 mm)
  - Santa Barbara FR 8 (Spanien, La Coruña - Karabiner - 7,62 × 51 mm NATO)
- Mauser M59 (Deutschland/Norwegen - Repetiergewehr)
- Mauser 66 (Deutschland - Jagdgewehr in diversen Kaliber)
- Mauser M67 (Deutschland / Norwegen - Repetiergewehr)
- Mauser M98 Magnum (Deutschland)
- Mauser MP-57 (Deutschland)
- Mauser P04 (Deutschland)
- Mauser WTP1 (Deutschland - 6,35 mm)
- Mauser WTP2 (Deutschland - 6,35 mm)

### Mauser Sonstige
- (nur Handfeuerwaffen)
  - Sturmgewehr 45

## MA…
- Maadi 920
- Maadi MISR-10
- Maadi Griffen 12,7 × 99 mm NATO
- MAB Model A (Frankreich - Pistole - 6,35 mm)
- MAB P15 (Frankreich - Pistole - 9 × 19 mm)
- MAC-10
- MAC 50 (Frankreich - Pistole - 9 × 19 mm)
- MAC Stinger Pen Gun .22lfB
- Madsen LAR
- Madsen
- MAG 95
- MAG 98
- Magpul Masada
- Magtech Model 7022 (Selbstladegewehr - .22lfB)
- Magtech Doorbuster
- Makarow (Sowjetunion - Pistole - 9 × 18 mm)
- P-64 CZAK
- Mannlicher-Schönauer
- MANTIS V1 BullPup
- Manville 27 mm Rotary Launcher
- Manville Gas Gun
- Marlin 25N
- Marlin Camp Carbine
- Marlin model 1895G .45-7
- Mars Automatic Pistol
- Martini-Henry Carbine Mark 1
- MAS-36 (Frankreich - 7,5 mm Lebel)
- MAS-38 (Frankreich)
- MAS-49 (Frankreich - Gewehr)
  - MAS 49/56 (Frankreich - Gewehr)
- MAS M1892 (Frankreich - Revolver)
- MAT 49 (Frankreich - MP - 9 × 19 mm)
- Mateba Revolver (Italien - Revolver)
- Mateba 2006 (Italien - Revolver)
- Mateba 6 Unica (Italien - Revolver)
- Mateba MTR-8 (Italien - Revolver)
- MG 08/15
- PM 1910

## MB…
- MBA Gyrojet Pistol
- MBA Gyrojet Rifle

## MC…
- MC255-20 Revolverflinte
- McMillan 87 Gewehr - 12,7 × 99 mm NATO
- McMillan 88
- McMillan Tac-50 Scharfschützengewehr - 12,7 × 99 mm NATO
- McMillan Tubb-2000

## ME…
- NTW-20 anti materiel rifle
- Mehmetçik-1 (Türkei - Sturmgewehr - 5,56mm)
- Mekanika Uru
- MEMS M52/60 (9 × 19 mm)
- Metal Storm

## MG…
- MG 08
- MG 08/15
- MG 08 TuF
- MG 15
- MG 34
- MG4 -> HK MG4
- MG 42
  - MG3
- MG P1 SMG
- MG P3
- Milkor MGL
- Gorenje MGV 176 Slowenien - Maschinenpistole - .22lfB

## MI…
- Micro Anthis
- Milcam 5.56 rifle USA - Gewehr - .22lfB
- Militec ASG-16d (Flinte - .410)
- Milkor BXP
- Milkor MGL (Granatwerfer - 40 mm - Südafrika)
  - MGL Mk-1
    - MGL Mk-1S
    - MGL Mk-1L

  - MGL-140
    - M32
- Milkor 37/38mm „Stopper“
  - Milkor 40mm „Stopper“
- Minebea P9
- Mini SS (Südafrika - Maschinengewehr - 5,56 × 45 mm NATO)
- Minneapolis Palm Pistol
- Minneapolis Protector Pistol

## MK…
- Mk 11 Mod 0 (USA - Selbstladegewehr - 7,62 mm NATO: KAC SR-25 Lightweight Match)
- Mk 12 Mod 0 (USA - Sturmgewehr - 5,56 mm NATO)
  - Mk 12 Mod 1 (USA - Sturmgewehr - 5,56 mm NATO)
- Mk 13 Mod 0 (USA - Repetiergewehr - .300 Winchester Magnum)
  - Mk 13 Mod 1 (USA - Repetiergewehr - .300 Winchester Magnum)
  - Mk 13 Mod 2 (USA - Repetiergewehr - .300 Winchester Magnum)
- Mk 14 Mod 0 (USA - Battle Rifle - 7,62 mm NATO)
- Mk 15 Mod 0 (USA - Repetiergewehr - 12,7 × 99 mm NATO: McMillian M88 PIP)
- Mk 18 Mod 0 CQBR (USA - Verkürztes Sturmgewehr - 5,56 mm NATO: CQBR)
- Mk 18 Mod 0 (USA - GMG - 40 × 46 mm)
- Mk 19 Mod 0 (USA - GMG - 40 × 53 mm)
  - Mk 19 Mod 1 (USA - GMG - 40 × 53 mm)
  - Mk 19 Mod 2 (USA - GMG - 40 × 53 mm)
  - Mk 19 Mod 3 (USA - GMG - 40 × 53 mm)
- Mk 23 Mod 0 (USA - LMG - 5,56 mm NATO: Stoner 63A1 Commando)
- Heckler & Koch Mark 23 Mod 0 (Deutschland - Pistole - .45 ACP: HK Mark 23)
  - Mk 24 Mod 0 (Schweiz / Deutschland - Pistole - 9 × 19 mm: SIG/Sauer P226)
- Mk 24 Mod 0 (USA - MP - 9 × 19 mm: S&W Model 7)
- Mk 43 Mod 0 (USA - LMG - 7,62 mm NATO: M60E4 US Special Forces Weapon)
- Mk 46 Mod 0 (USA - LMG - 5,56 mm NATO: US Special Forces Weapon)
- Mk 48 Mod 0 (USA - LMG - 7,62 mm NATO: US Special Forces Weapon)
- MKEK G3A7
- MKEK G3A7.1
- MKEK GL-40
- MKEK KYRYKKALE
- MKEK MG-3
- MKEK OPT-556
- MKEK SMP5 and SMP5-K
- MKEK JNG-90

## Mossberg
- Mossberg 100ATR
- Mossberg 183
- Mossberg 185
- Mossberg 464
- Mossberg 500
  - Mossberg 500A
- Mossberg 590
  - Mossberg 590 Compact Cruiser
  - Mossberg 590 Compact Mariner
- Mossberg 715T 22. LR
- Mossberg 930
- Mossberg 9200
- Mossberg Brownie
- Mossberg Maverick
- Mossberg MC1sc
- Mossberg Trophy Slugster 500
- New Haven 600

## MO…
- Moravia Arms CZ G2000
- Mors M1939 (Polen - Maschinenpistole - 9 × 19 mm)
- Mosin-Nagant

## MR…
- MRI Mountain Eagle
- HK MR223
- HK MR308 (Deutschland -Gewehr - 7,62 × 51  mm)
- MR-444 "Bagira" Russland - Pistole - 9 × 19 mm

## MP…
- MP 5 (Deutschland - Maschinenpistole - 9 × 19 mm)
- MP 7 (Deutschland - Maschinenpistole - 4,6 × 30 mm)
- MP 18 (Deutschland - Maschinenpistole - 9 × 19 mm)
- MP 35 (Deutschland - Maschinenpistole - 9 × 19 mm)
- MP 38 (Deutschland - Maschinenpistole - 9 × 19 mm)
- MP 40 (Deutschland - Maschinenpistole - 9 × 19 mm)
- MP 41 (Deutschland - Maschinenpistole - 9 × 19 mm)
- MP 43 (Deutschland - Sturmgewehr - 7,92 × 33 mm)
- MP 44 (Deutschland - Sturmgewehr - 7,92 × 33 mm)
- MP 41/44 (Schweiz)
- MPi K (Zweitbezeichnung AK 47)
- MPT-76 (Türkei - Sturmgewehr - 7,62 × 51 mm NATO)
- MR-443 Gratsch (Russland - Pistole - 9 × 19 mm)
- MR-444 Bagira
- MR-445 Warjag
- MR-445C Warjag Compact
- MR-446 Wiking (Russland - Pistole - 9 × 19 mm)
- Baikal MR-451 Derringer
- MTs255 Revolverflinte

## MU…
- Milkor MGL (Südafrika - Granatwerfer - 40 mm)